# Plectiscidea dentata
Plectiscidea dentata là một loài tò vò trong họ Ichneumonidae.